# Thập niên 1510
Thập niên 1510 là thập niên diễn ra từ năm 1510 đến 1519.

## Chính trị và chiến tranh

### Các sự kiện chính trị nổi bật
Lê Uy Mục vốn là một ông vua ác nghiệt, giết phi tần khi rượu say. Lê Oanh giết Lê Uy Mục, giành ngôi vua tức là là Lê Tương Dực. Lê Tương Dực (1509 - 1516) bị Trịnh Duy Sản giết năm 1516, Lê Chiêu Tông được lập lên ngôi.
Cuộc khởi nghĩa Trần Cảo nổ ra và kéo dài sang thập kỷ 1520. Trần Chân có công đánh dẹp quân Trần Cảo bị Lê Chiêu Tông giết. Tướng khác của nhà Lê là Mạc Đăng Dung tiếp tục giao tranh với lực lượng khởi nghĩa do Trần Cung kế tục Cảo.

## Thiên tai
Nhà Lê suy sụp, nhân dân đói kém, lụt lội xảy ra.

## Kinh tế
Giống như sự suy sụp của nhà Lý và nhà Trần.

## Văn hóa đại chúng

### Kiến trúc
Di tích thành nhà Mạc (Chi Lăng - Lạng Sơn)

## Nhân vật
- Mạc Đăng Dung
- Trịnh Duy Sản
- Lê Túc Tông
- Lê Uy Mục
- Lê Tương Dực
- Lê Chiêu Tông
- Lê Cung Hoàng